# 미래로 (남동구)

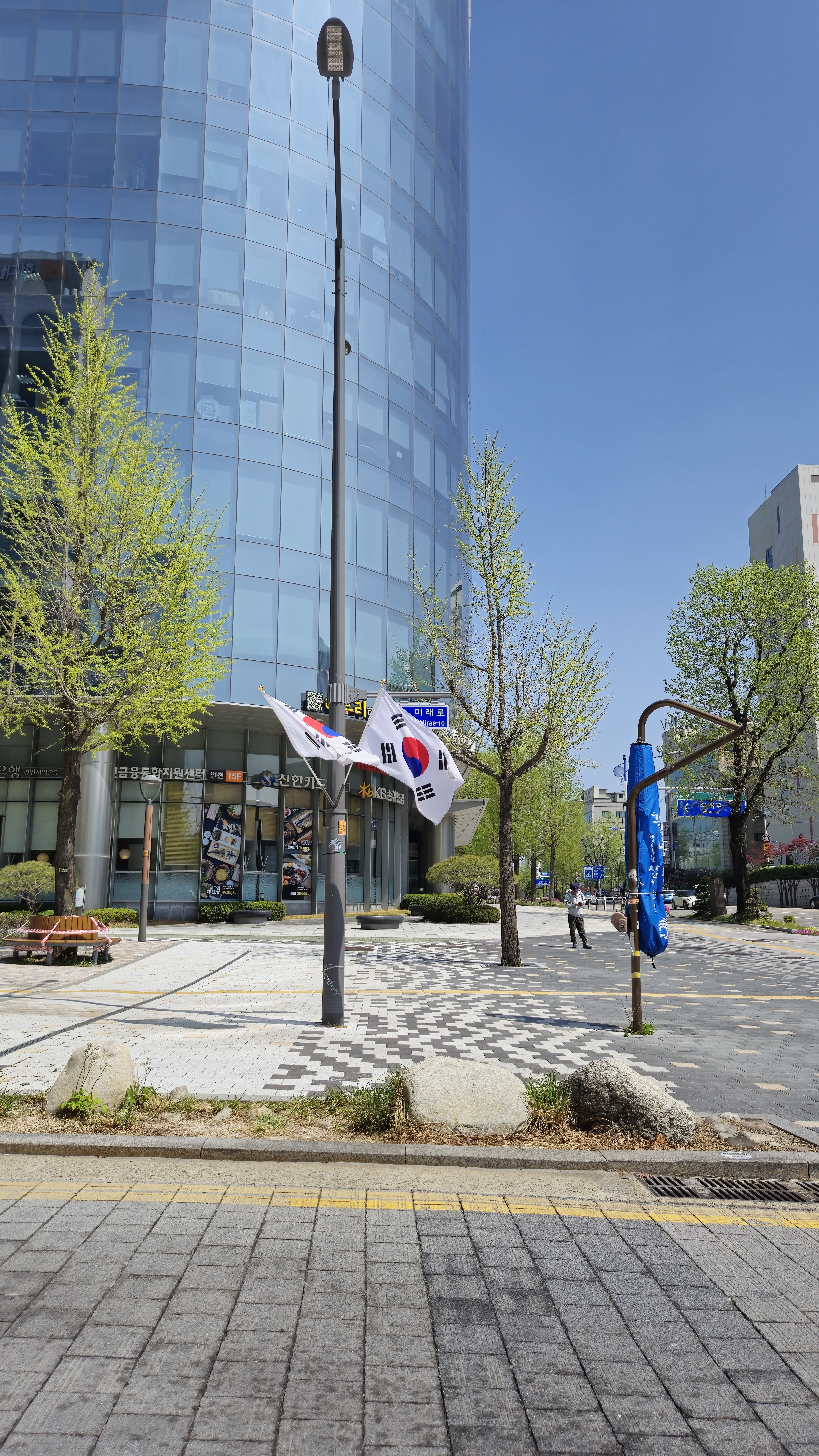
미래로 표지판

미래로는 인천광역시 남동구에 있는 도로이다. 인천시청 앞 미래광장의 명칭을 인용하여 제명이 되었고, 2009년 11월 16일 고시, 효력 발생이 되었다. 미래광장에서부터 시청입구삼거리 인주대로까지의 비교적 짧은 도로로 0.564km 연장을 가졌다. 구월동 1335-5에서 구월동 1336-5까지의 거리이다.

## 설명
미래로는 인천시청의 정각로에서 분기하여 구월남로가 함께 원형로타리에서 만난다. 짧은 거리이지만, 인천광역시의 기관건물이 상주해 있는 편이다. LGU인천지사, 현대해상 인천사옥, 삼성생명 인천사옥, 현대해상 인천사옥, 건설근로조합 인천지점, 건설근로자공제회 인천지사, 한국수출입은행 경인지역본부, SBS 인천지부, 한국방송통신대학교 인천지역대학, 근로복지공단 경인지역본부 등이 있다.
미래로는 비교적 짧은 거리지만 공무원 및 직장인이 상당히 많이 있는 거리이자 시청 입구삼거리에 평일 점심시간 붐비는 위치기도 하다. 인근 예술로와 인접하여 인천지하철 인천예술회관역, 홈플러스 인천점, CGV인천점 인접해 있다.

## 사진

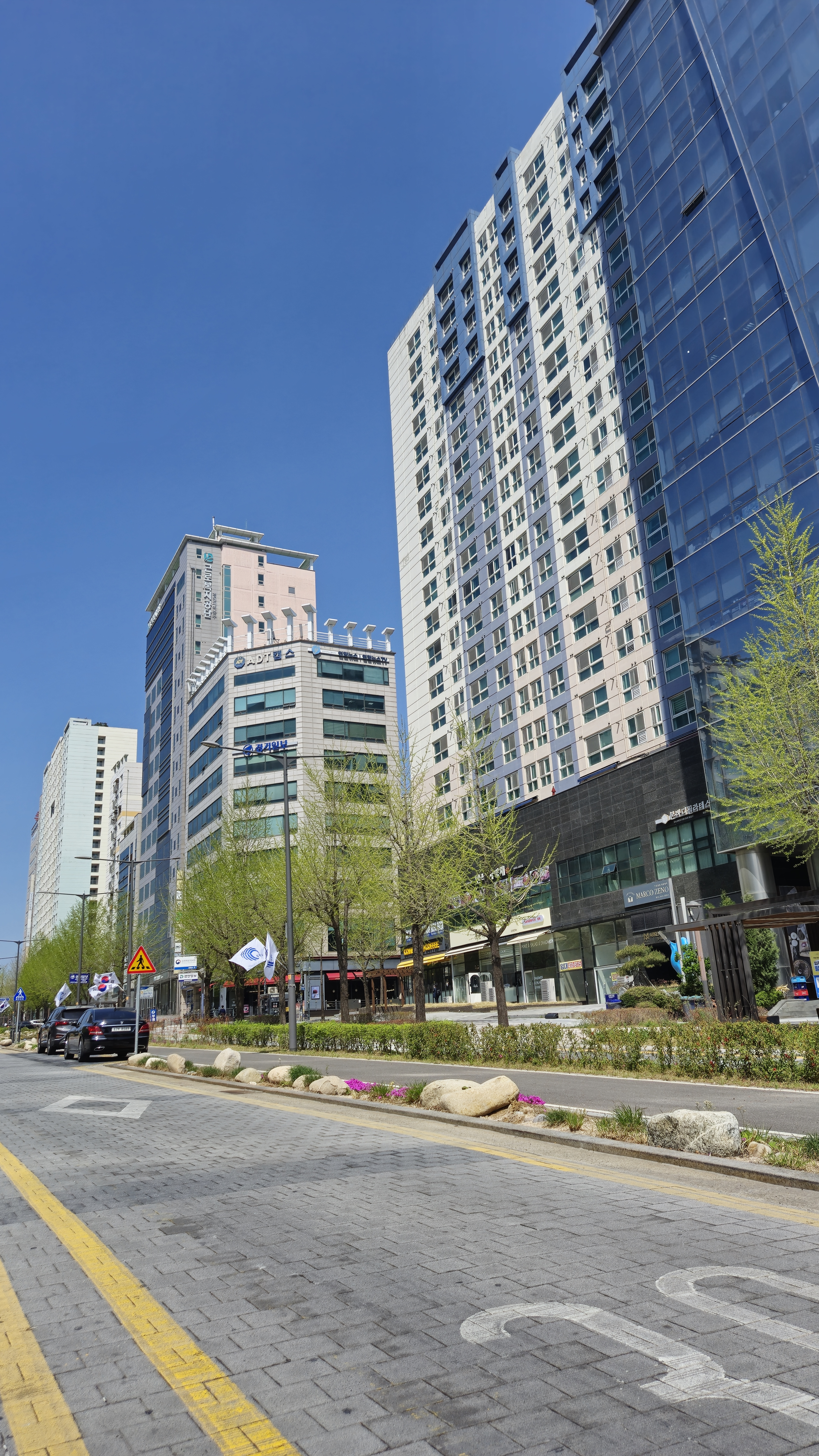
미래로 풍경(2025년)
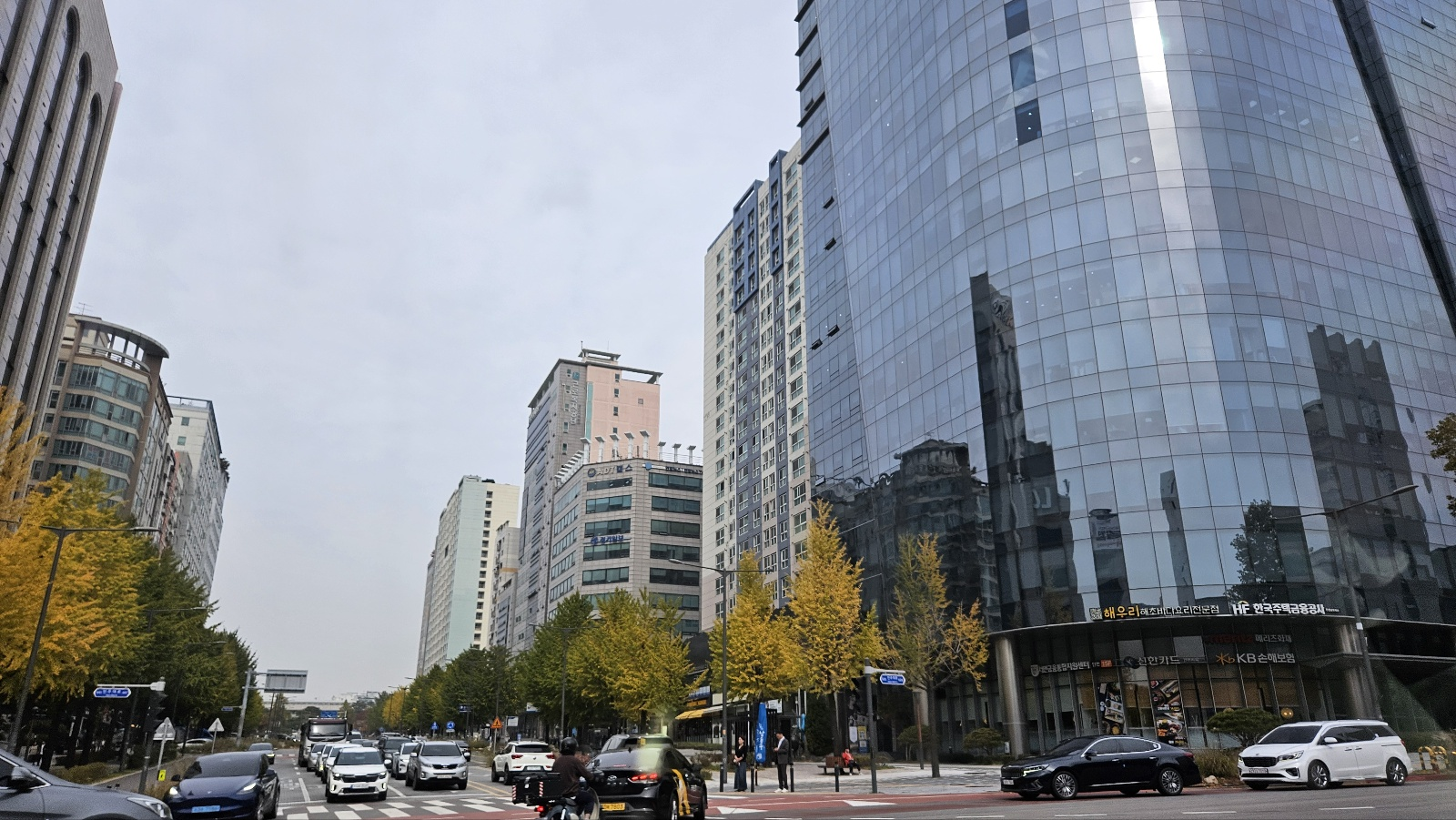
인주대로 교차지점
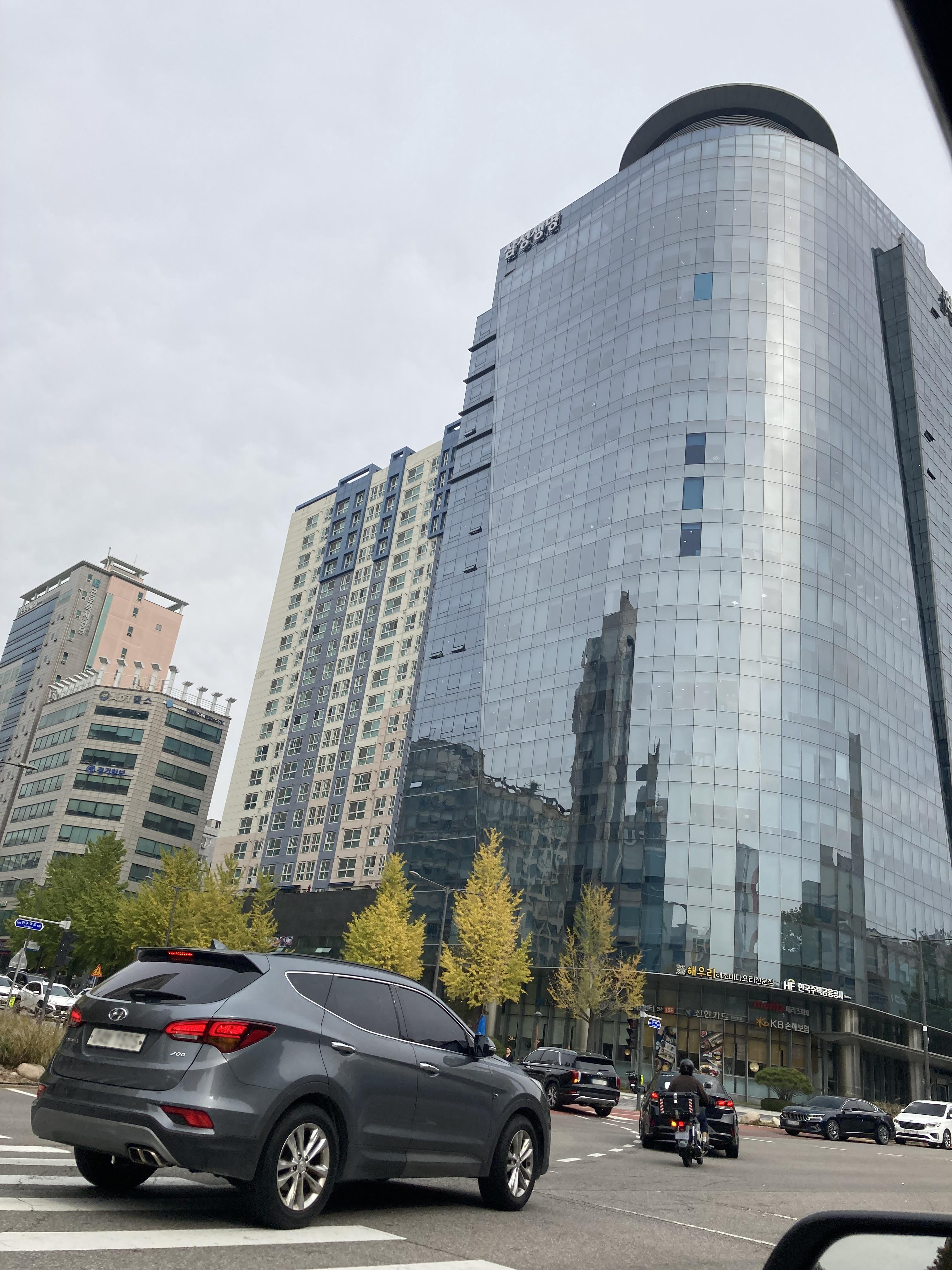
삼성생명 인천사옥
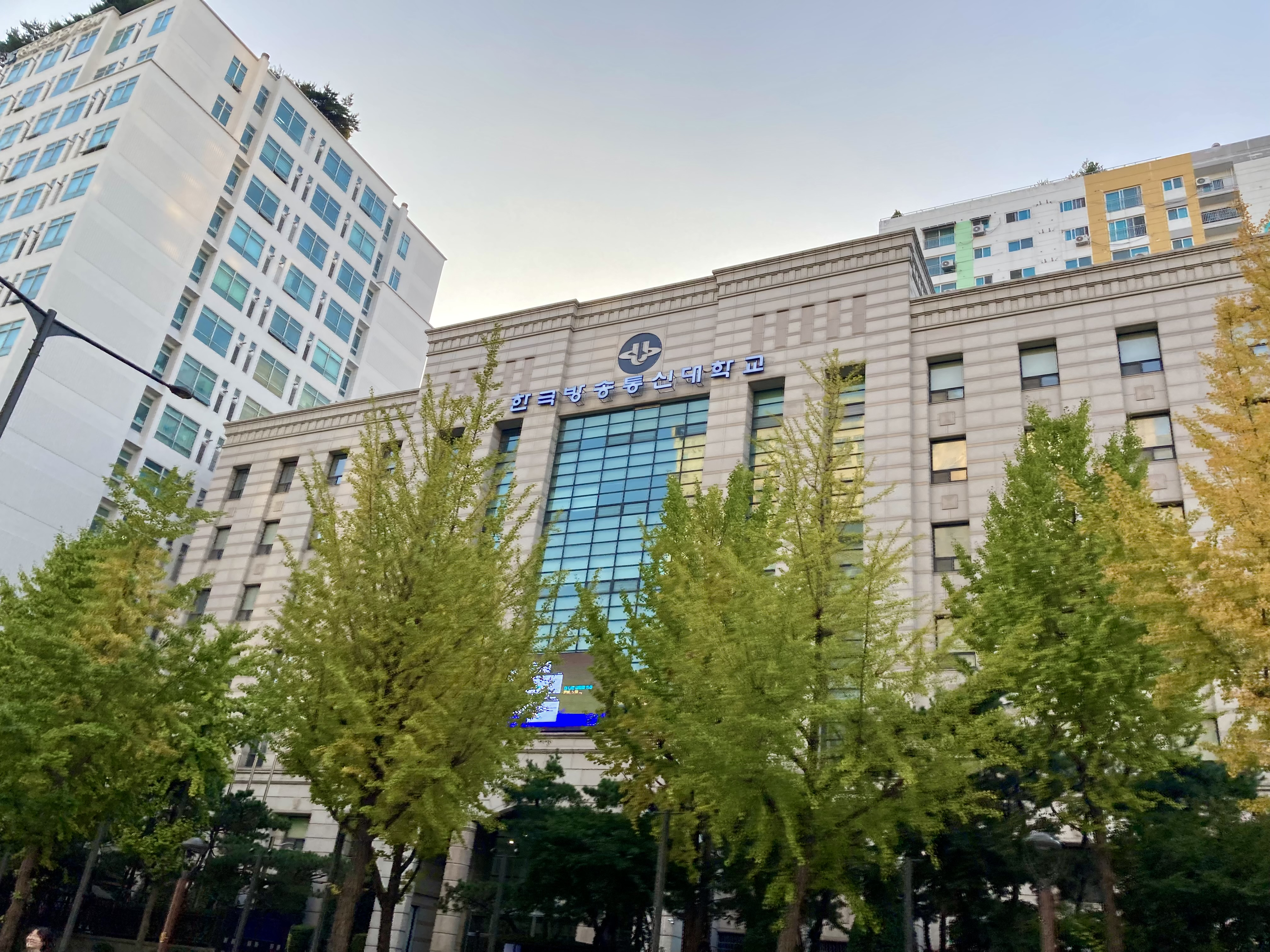
인천 한국방송통신대학

## 같이 보기
- 인주대로
- 구월남로
- 예술로192번길

- 정각로